# Entre chien et loup
Entre chien et loup is een compositie van Sally Beamish.
Het korte werkje is een van de eerste composities van Beamish die op papier stond. Het is een nauwelijks twee minuten durende impressie voor piano over de avondschemering. De Fransen duiden die tijd ook wel aan als entre chien et loup (tussen hond en wolf). Andere inspiratie haalde de componiste uit een gedicht van Laurie Lee. 
Het werkje is opgedragen aan haar leraar solfège Michel Brandt. 
Het bleef heel lang een goed bewaard geheim. Het bereikte het publieke podium pas op 1 januari 1996, toen Sophia Rahman het uitvoerde tijdens een muziekfestival in Chester.